# بوریسوفکا (شهرستان بوریسوفسکی، استان بلگورود)
بوریسوفکا (انگلیسی: Borisovka, Borisovsky District, Belgorod Oblast) یک شهرک در بخش بوریسوفسکی استان بلگورود کشور روسیه است.